# Робинсон, Генри Крабб
 Генри Крабб (или Крэбб) Робинсон  (1775—1867) — британский журналист и адвокат, мемуарист, автор известных дневников и воспоминаний.
Родился в г. Бери-Сент-Эдмундс, получил юридическое образование в Колчестере. Между 1800 и 1805 обучался в различных городах Германии и познакомился там со многими выдающимися людьми: Гёте, Шиллером, Гердером, Виландом, и др. Был корреспондентом газеты Таймс. С 1813 года работал в коллегии адвокатов и через 15 лет ушёл в отставку; благодаря дару красноречия и прочим качествам стал видным общественным деятелем. Он умер в возрасте 91 года. Через 2 года после его смерти его дневники и воспоминания были изданы в двух томах: Diary, Reminiscences and Correspondence of Henry Crabb Robinson. Selected and Edited by Thomas Sadler, Ph. D. Two Volumes. Boston; Fields, Orgood & Co. 1869.